# Liam Norberg
Pour les articles homonymes, voir Norberg (homonymie).
Magnus Liam Norberg (né Lars Magnus Norberg le 30 décembre 1969) est un acteur suédois, auteur, artiste et ancien criminel. Il a joué dans plusieurs films avant et après son emprisonnement, tels que Sökarna et Blodsbröder. Il a été impliqué dans deux des plus grands vols à main armée dans les années 1990 et fait de la prison pour les deux. Depuis sa libération, il a donné des conférences à propos de sa foi chrétienne et a continué sa carrière d'acteur, ainsi que l'écriture et la publication de plusieurs livres à propos de ses expériences de vie.

## Carrière
Liam Norberg a grandi à Hagsätra au sud de Stockholm. En 1987, il a joué dans le film Stockholmsnatt. En 1990, il a été un complice dans le vol à la Gotabanken (aussi connu comme le coup des 930 millions) – le plus grand vol d'une voiture blindée de l'histoire suédoise. Trois ans plus tard, vers la même époque il a fait sa percée en jouant dans le film Sökarna, il a été arrêté pour un autre vol d'un véhicule blindé qui a eu lieu trois ans plus tôt à Göteborg. Il a été condamné à cinq ans et demi d'emprisonnement. Trois ans plus tard, il est à nouveau condamné, cette fois pour le vol de Gotabanken, à une autre période de cinq ans d'emprisonnement. Après avoir purgé ses peines, il a été publié en 1999,. Durant son incarcération, il est devenu un fervent chrétien,. Après son emprisonnement, il a voyagé partout en Suède faisant des conférences et parlant de l'histoire de sa vie. Il a continué d'être actif. Les éditions Liber publient son premier livre Liam en 2005. En 2009, l'éditeur Norstedts förlag publie son deuxième livre intitulé Insidan.

## Autres activités
Liam Norberg a été un champion suédois et nordique de taekwondo, et son rôle dans le film Stockholmsnatt inclut une scène de combat avec Paolo Roberto. Liam Norberg est aussi un artiste de graffiti, et a mis en scène la première exposition de ses œuvres d'art en 2008

## Filmographie
- 1987 : Stockholmsnatt[2]
- 1992 : Stockholmsnatt II[2]
- 1993 : Sökarna[2]
- 1997 : Sous ytan[2]
- 2005 : Blodsbröder[2]
- 2006 : Sökarna – Återkomsten[2]